# オーストラリアン・プロヴィンシャル・チャンピオンシップ
オーストラリアン・プロヴィンシャル・チャンピオンシップ（英: Australian Provincial Championship、略称: APC）は、2006年に開催されたオーストラリアのラグビーユニオン州代表選手権。

## 概要
オーストラリアラグビー協会がスーパー14（スーパーラグビー）に次ぐレベルの大会を模索し、スーパー14に参戦していた国内4協会によるリーグ戦として実施された。「オーストラリアン・プロヴィンシャル・チャンピオンシップ」としての開催は1シーズンのみであった。
同様の大会として、過去にワラビートロフィー（1968-1976）、リコー・ナショナル・チャンピオンシップ（1998-2000）が開催されたことがある。
後継大会に相当するものとしてはオーストラリアン・ラグビー・チャンピオンシップ（2007）、ナショナル・ラグビー・チャンピオンシップ（2014-2019）などが存在するが、いずれも長くは定着していない。

## 参加チーム
- レッズ（ブリスベン）
- ワラターズ（シドニー）
- ブランビーズ（キャンベラ）
- ウェスタン・フォース（パース）

## 結果
| 順位 | チーム               | 試 | 勝 | 引 | 敗 | 得 | 失 | 差  | BP | 勝点 |
| ---- | -------------------- | -- | -- | -- | -- | -- | -- | --- | -- | ---- |
| 1    | ブランビーズ         | 3  | 2  | 0  | 1  | 58 | 43 | 15  | 1  | 9    |
| 2    | レッズ               | 3  | 2  | 0  | 1  | 65 | 68 | -3  | 1  | 9    |
| 3    | ウェスタン・フォース | 3  | 1  | 0  | 2  | 75 | 72 | 3   | 2  | 6    |
| 4    | ワラターズ           | 3  | 1  | 0  | 2  | 71 | 86 | -15 | 2  | 6    |

### 優勝決定戦
| 2006年9月29日 | ブランビーズ | 42-17 | レッズ | バイキング・パーク（キャンベラ） 観客数: 3,500人 レフリー: Matt Goddard |
| 2006年9月29日 |              |       |        | バイキング・パーク（キャンベラ） 観客数: 3,500人 レフリー: Matt Goddard |